# Cirratulus grandis
Cirratulus grandis är en ringmaskart. Cirratulus grandis ingår i släktet Cirratulus och familjen Cirratulidae. Inga underarter finns listade i Catalogue of Life.